# The Araki
Pour les articles homonymes, voir Araki.
The Araki est un restaurant de sushis dirigé par le chef japonais Mitsuhiro Araki qui a ouvert ses portes à Londres en 2014. Il a été récompensé par deux étoiles au guide Michelin 2016 pour le Royaume-Uni et l'Irlande, avant d'être récompensé par trois au guide 2018, ce qui en fait le premier restaurant japonais à gagner trois étoiles au Royaume-Uni. Après le départ de Mitsuhiro Araki pour Hong Kong en mars 2019, le guide lui a retiré ses trois étoiles dans son édition 2020.

## Parcours
Le chef Mitsuhiro Araki dirigeait auparavant un restaurant à Tokyo appelé Araki, pour lequel il avait reçu trois étoiles Michelin. En février 2013, il a choisi de le fermer afin de faire autre chose. Il avait envisagé New York, Paris et Singapour, mais le chef Joël Robuchon lui a suggéré Londres. Le déménagement a pris trois ans pour s'organiser.

## Étoiles Michelin
- 2016-2017
- 2018- 2019